# سیندی مورگان (خواننده)
سیندی مورگان (به انگلیسی: Cindy Morgan) (زاده ۴ ژوئن ۱۹۶۸)خواننده و ترانه‌سرا آمریکایی است.